# Boichgraeve
De Boichgraeve of Borchgraeve, vroeger ook wel Schuttenhof, tegenwoordig meestal stadsmuur achter het Sint Servaasklooster genoemd, is de historische benaming van een deel van de eerste stadsmuur – oorspronkelijk alleen de droge gracht – in de Nederlandse stad Maastricht. Het betreft de stadsmuur ten westen van de straat Sint Servaasklooster, op de grens van de CBS-buurten Binnenstad en Kommelkwartier. De resterende delen van de 13e-eeuwse stadsmuur, die in de loop der eeuwen vele malen zijn hersteld, zijn beschermd als rijksmonument.

## Geschiedenis

### Bouw eerste middeleeuwse stadsmuur
Over het precieze bouwjaar van de oudste middeleeuwse stadsmuur van Maastricht is geen duidelijkheid. In 1229 gaf de hertog van Brabant toestemming om een stenen muur om de stad te bouwen. Eerder was er al een aarden wal opgeworpen met daarop palissaden, maar deze was door de bisschop van Luik, medeheer van het tweeherige Maastricht, verwoest tijdens het Beleg van Maastricht (1204). Mogelijk lag op deze plek een nog oudere versterking, de zogenaamde Ottoonse muur. In 1229 of kort daarna werd begonnen met de bouw van stenen stadspoorten en waltorens, met elkaar verbonden door aarden wallen die in de loop van de 13e eeuw geleidelijk versteend werden. De nieuwe muur op de linker Maasoever bestond uit kolenzandsteen, strekte zich uit over een lengte van ongeveer 2,5 kilometer, was 6 à 8 meter hoog en had in totaal dertien stadspoorten, twee waterpoorten en een onbekend aantal muurtorens. Van de grotere poorten is alleen de Helpoort overgebleven.
De stadsmuur aan de Boichgraeve is onderdeel van deze eerste middeleeuwse stadsmuur, die zich uitstrekte aan de westkant van de 13e-eeuwse stad tussen de Tweebergenpoort in het noordwesten en de Lenculenpoort in het zuidwesten. Een groot deel van de muur bevond zich op het terrein van de Proosdij van Sint-Servaas, behorende tot de immuniteit van de Sint-Servaaskerk. Tussen het stadsbestuur en het kapittel van Sint-Servaas waren er enkele malen conflicten over het eigendomsrecht van de stadsmuur en de bijbehorende droge gracht. De naam Boich- of Borchgraeve wordt slechts enkele malen genoemd en zou kunnen verwijzen naar een oudere burgwal of walburcht, die volgens sommige auteurs al in de 9e of 10e eeuw rondom de bezittingen van de Sint-Servaasabdij zou hebben gelegen.
De muur werd waarschijnlijk omstreeks 1250 opgetrokken boven op een bestaande aarden wal, die wellicht 12e-eeuws of ouder was. In de westelijke muur bevonden zich naast de twee genoemde poorten geen andere stadspoorten. Wel was er rond 1500 korte tijd een poterne (klein poortje) en waren er minstens twee waltorens.

### De Boichgraeve als tweede verdedigingsmuur
Na de ingebruikname van de tweede stadsomsluiting in 1380 fungeerde de eerste muur als reserveverdedigingslinie. Ook al was het belang ervan verminderd, men bleef de oude stadsmuur zeker tot de 17e eeuw onderhouden. Zo werden rond 1500 de kantelen op de muren vervangen door een bakstenen borstwering. De borstwering was toegankelijk via de poorten en torens. 
In de middeleeuwen mochten de bogen van de oude stadsmuur in vredestijd gebruikt worden als bergplaats. Ook werd er op sommige plaatsen handel onder gedreven en verschenen er hier en daar bouwwerken op de muur. Achter het huis van kanunnik Willem van Enckevoirt (later kardinaal en bisschop van Utrecht) werd in 1474 een poterne uitgebroken, maar het poortje werd in 1529 weer dichtgemetseld. Dat laatste hing samen met het oude conflict tussen stad en kapittel over het eigendomsrecht van de muur. Deze was bij besluit van aartshertog Filips de Schone van 18 juni 1505 toegewezen aan het kapittel, waarbij bepaald werd dat de kanunniken alles op de muur en de torens mochten neerzetten wat ze voor de verfraaiing van hun tuinen wenselijk achtten. Dat hoefde de kanunniken geen tweede keer gezegd te worden, want op de schetsplattegrond van kanunnik Simon de Bellomonte uit 1587 (zie afbeelding hiernaast) is een huisje op de Boichgraevemuur getekend, min of meer op de plaats waar anno 2024 nog steeds een prieeltje op de muur staat! In 1529 kaartte het stadsbestuur de eigendomskwestie opnieuw aan, maar de uitkomst daarvan is, op het dichtmetselen van de poterne na, onbekend.
Tot omstreeks 1655 mocht tegen de veldzijde van de muur niet gebouwd worden. Daarna werden de oude stadsgrachten gedempt en werden op veel plaatsen huizen gebouwd tegen de veldzijde van de muur. Het gebied van de Boichgraeve bleef echter grotendeels onbebouwd. Op de plattegrond van Maastricht in de Atlas van Loon uit 1652 is te zien dat het muurgedeelte langs de Boichgraeve aan de veldzijde geheel vrij ligt. Ook op de Maquette van Maastricht uit het midden van de 18e eeuw zijn vrijwel alle terreinen grenzend aan de westelijke muur nog onbebouwd. Wellicht lag hier een openbare weg, die in de 19e eeuw verdween. Het gebied werd al sinds 1420 gebruikt als oefenterrein voor de handboogschutters, later ook van de voetboogschutters. De naam Boichgraeve kan dus ook betrekking hebben op het boogschieten, zoals ook de latere benamingen Schuttenhof of Schuttenhoven. Een andere verklaring van de naam duidt op de gebogen lijn die de droge gracht hier om het Sint-Servaascomplex heen beschrijft ('booggraaf'). Aan de zuidzijde van de (dan) Schuttenhof werd van 1699-1707 het Tweede Minderbroedersklooster opgetrokken, waarvan de tuinen zich deels naar het noorden uitstrekten.

### Sloop stadspoorten, ontmanteling vesting en behoud Boichgraeve
Tussen 1655 en 1660 werden de Gevangenpoort en de Leugenpoort gesloopt voor de bouw van het nieuwe stadhuis van Maastricht. In de 18e eeuw verdwenen ook de meeste andere poorten van de eerste stadsmuur: in 1734 werden de Tweebergenpoort (deels), de Lenculenpoort en de Minderbroederspoort, wegens bouwvalligheid afgebroken. In 1772 viel ook de Looierspoort onder de slopershamer.
In 1867 werd de vestingstatus van Maastricht opgeheven. In de jaren daarna werd de vesting Maastricht in opdracht van het Ministerie van Oorlog ontmanteld, waarna de gronden werden overgedragen aan de Dienst der Registratie en Domeinen voor verdere sloop en herbestemming. De zeven overgebleven stadspoorten, die onder de zeggenschap van het gemeentebestuur vielen, werden tussen 1867 en 1870 als eerste afgebroken. De geleidelijke afbraak van de stadsmuren en vestingwerken ging nog door tot de jaren 1930. Door toedoen van Victor de Stuers en anderen bleven hier en daar delen van de eerste en tweede stadsomsluiting gespaard, zoals de Helpoort en omgeving.
De muur achter het Sint Servaasklooster bleef grotendeels van sloop gevrijwaard, waarschijnlijk omdat deze geen hindernis vormde voor de uitbreiding van de stad en daarnaast voor een deel dienstdeed als erfafscheiding. Het proosdijgebouw was vanaf 1845 in gebruik als klooster (zie Liefdezusters van de Heilige Carolus Borromeus). Dit snelgroeiende zusterklooster nam in de loop van de 19e eeuw een groot terrein in beslag, zowel aan de stadszijde als aan de veldzijde van de muur. Voor de bouw van een nieuwe kloosterkerk werd in 1899 mogelijk een deel van de stadsmuur gesloopt. 
Het bij de Schuttenhof aanpalende Tweede Minderbroedersklooster werd al in de Franse tijd herbestemd tot rechtbank en gevangenis. In 1997 werd hier de bestuurszetel van de Universiteit Maastricht gevestigd.
In de jaren 1966-1967 werd de stadsmuur in de kloostertuin van de Zusters Onder de Bogen gerestaureerd. In 1981 kreeg de archeologische dienst van de gemeente Maastricht de mogelijkheid om op de Kommel op het parkeerterrein van de Zusters Onder de Bogen op beperkte schaal onderzoek te doen aan de Boichgraeve. Onder leiding van stadsarcheoloog Titus Panhuysen werd een klein deel van de voormalige stadsgracht opgegraven. Daaruit bleek dat de gracht minstens 20 m breed was en 7 m diep. Een restant van de muur ter plekke was 125 cm dik en 5,5 m hoog.

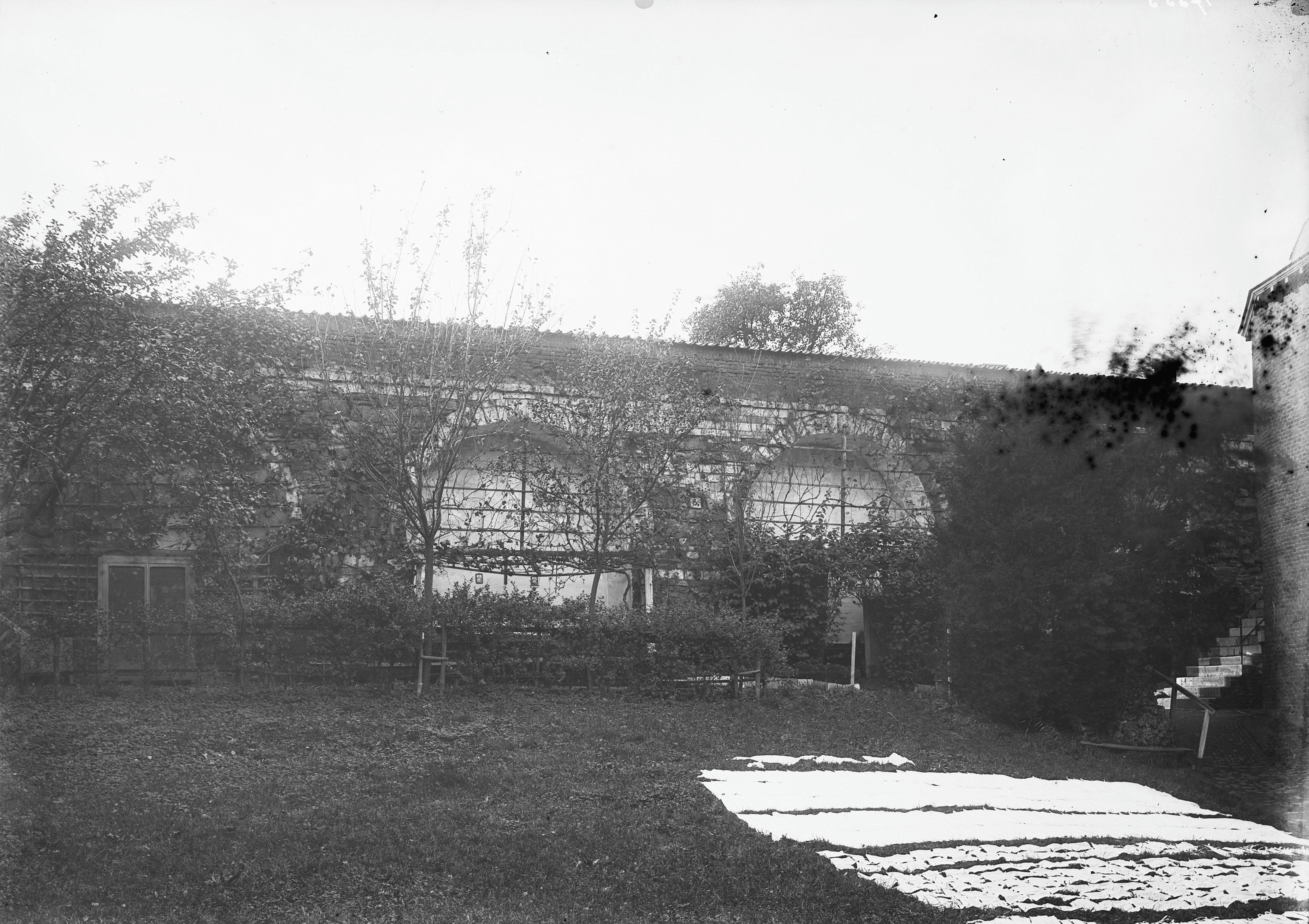
Kloostertuin Zusters Onder de Bogen, stadszijde muur, 1898
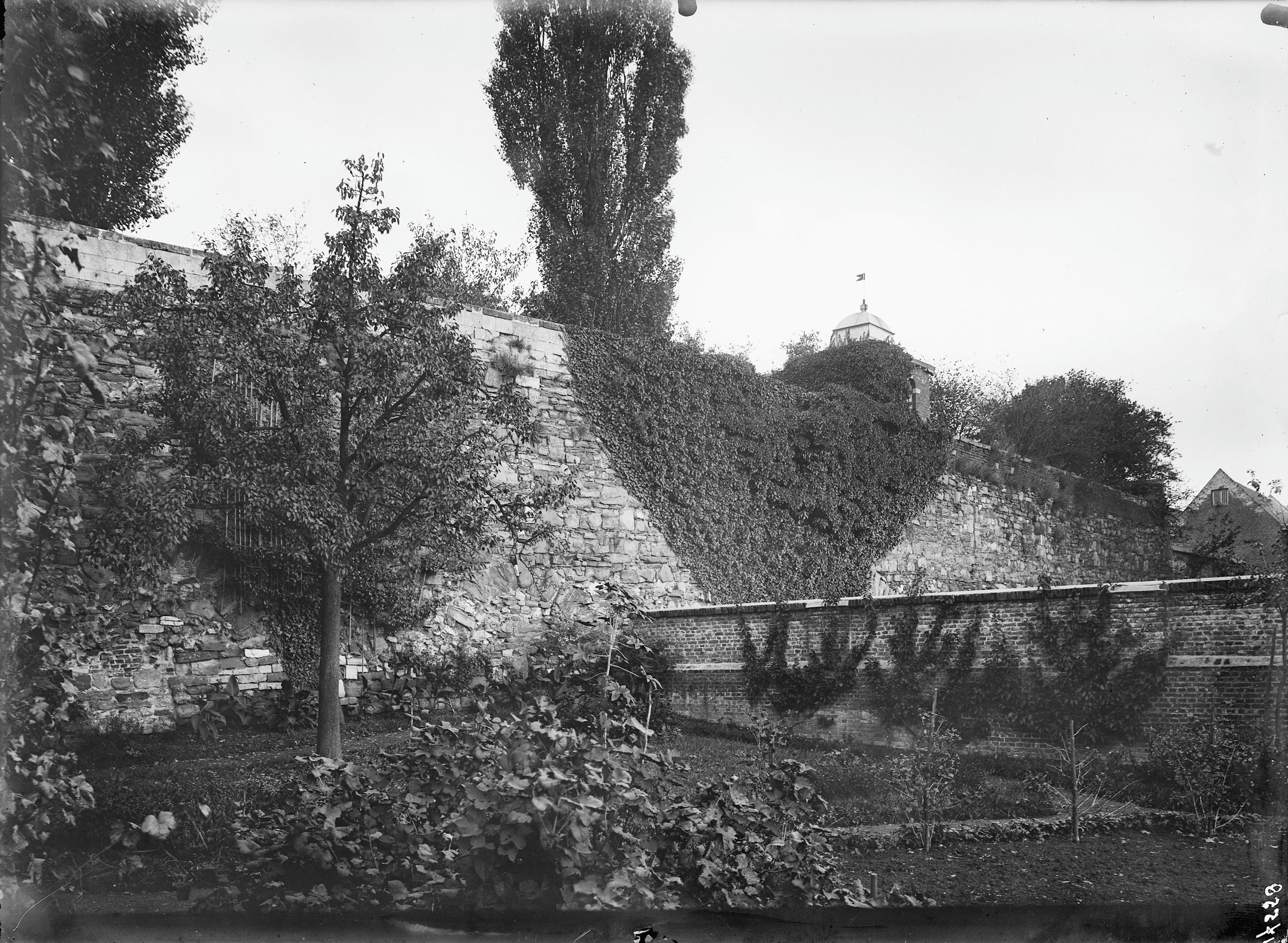
Kloostertuin Zusters Onder de Bogen, veldzijde muur, 1898
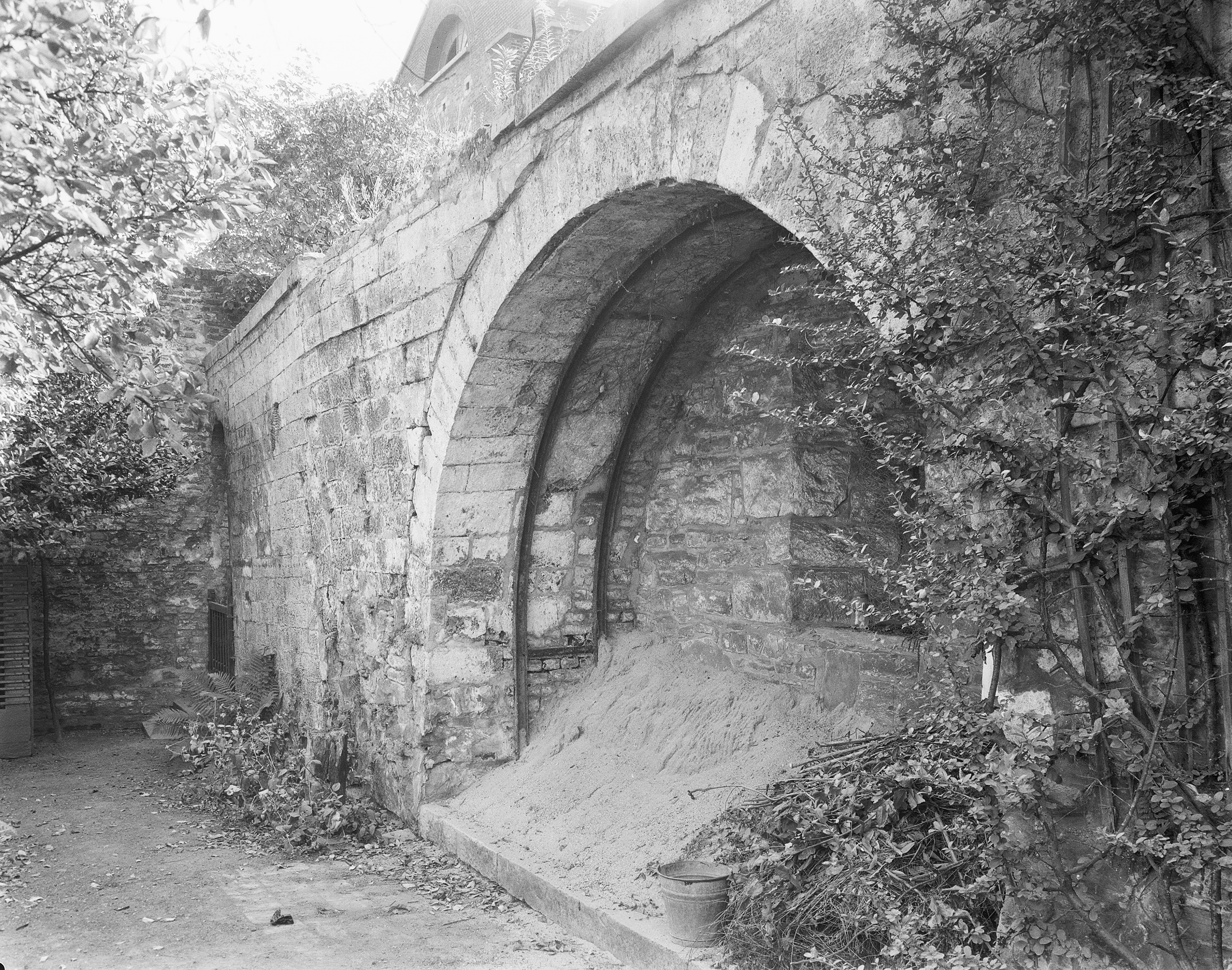
Tuin Sint Servaasklooster 24, stadszijde muur, 1959
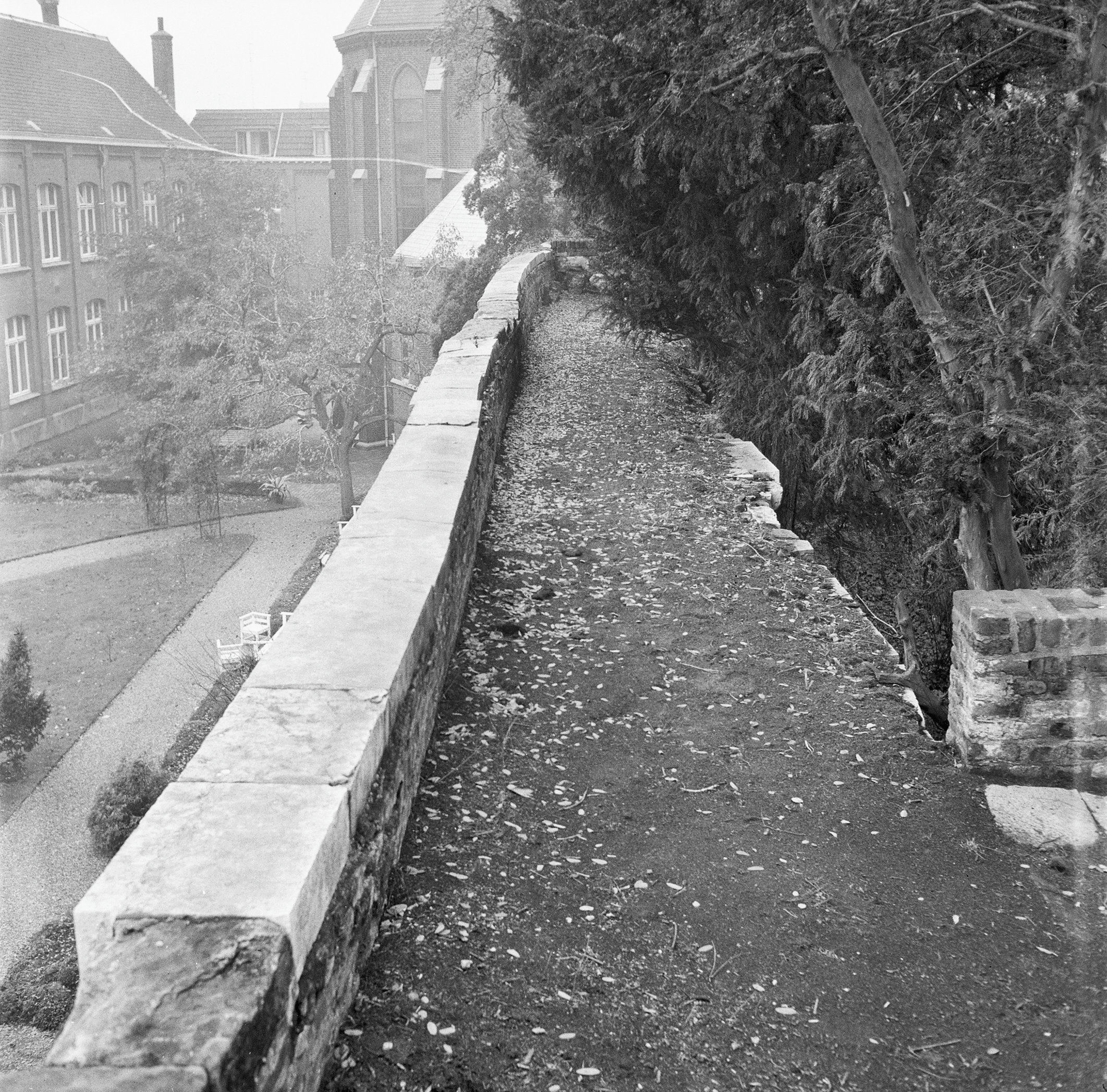
Kloostertuin Zusters Onder de Bogen, muur van boven, 1962

## Cultuurhistorische erfenis
Van de 13e-eeuwse stadsmuur achter het Sint Servaasklooster en aan de Minderbroedersberg resteert een aaneengesloten muurdeel van circa 120 meter lengte en enkele kleine muurfragmenten. De circa 125 cm dikke muur is gebouwd van donkerbruine kolenzandsteen in onregelmatig verband met hier en daar blokken mergel of baksteen. Tegen de veldzijde van de muur zijn op verschillende plaatsen steunberen gemetseld. De muur is aan de stadszijde opgebouwd uit een serie halfronde spaarbogen, die ongeveer 3,5 meter hoog zijn; de hele muur is ongeveer 5,5 meter hoog. De spaarbogen zijn deels dichtgemetseld. Enkele bogen zijn open en bevatten nissen met schietgaten. Van de oorspronkelijke weergang zijn hier en daar nog restanten over.
De bewaard gebleven delen aan de stadszijde bevinden zich achter de bebouwing van het Sint Servaasklooster, deels in de tuin van het Klooster van de Zusters Onder de Bogen, deels in particuliere tuinen. Via sommige privétuinen kan de muur betreden worden. Op de muur behorende bij Sint Servaasklooster 24 is een prieel gebouwd. Aan de veldzijde ligt het grootste deel van de muur eveneens in de kloostertuin en deels achter de Tweede Minderbroederskerk, nu het bestuursgebouw van de UM. Alleen vanaf de parkeerplaats achter het gebouw is de muur vrij te bezichtigen. 
De bewaard gebleven muurdelen zijn geclassificeerd als rijksmonumenten, ofwel afzonderlijk, ofwel in combinatie met de monumentale panden waartoe ze behoren.
Boichgraeve, veldzijde

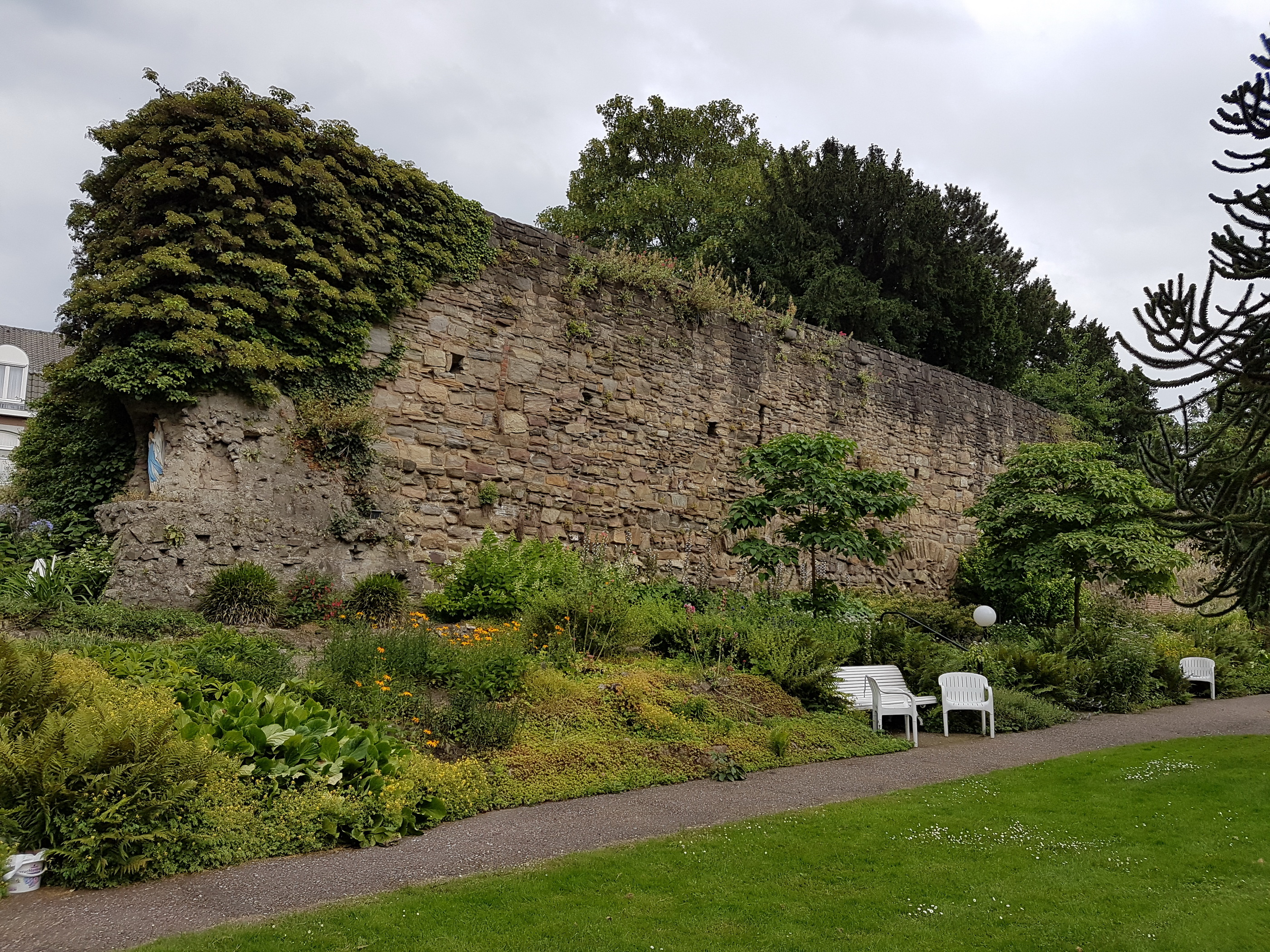
Kloostertuin Zusters Onder de Bogen, overzicht stadsmuur
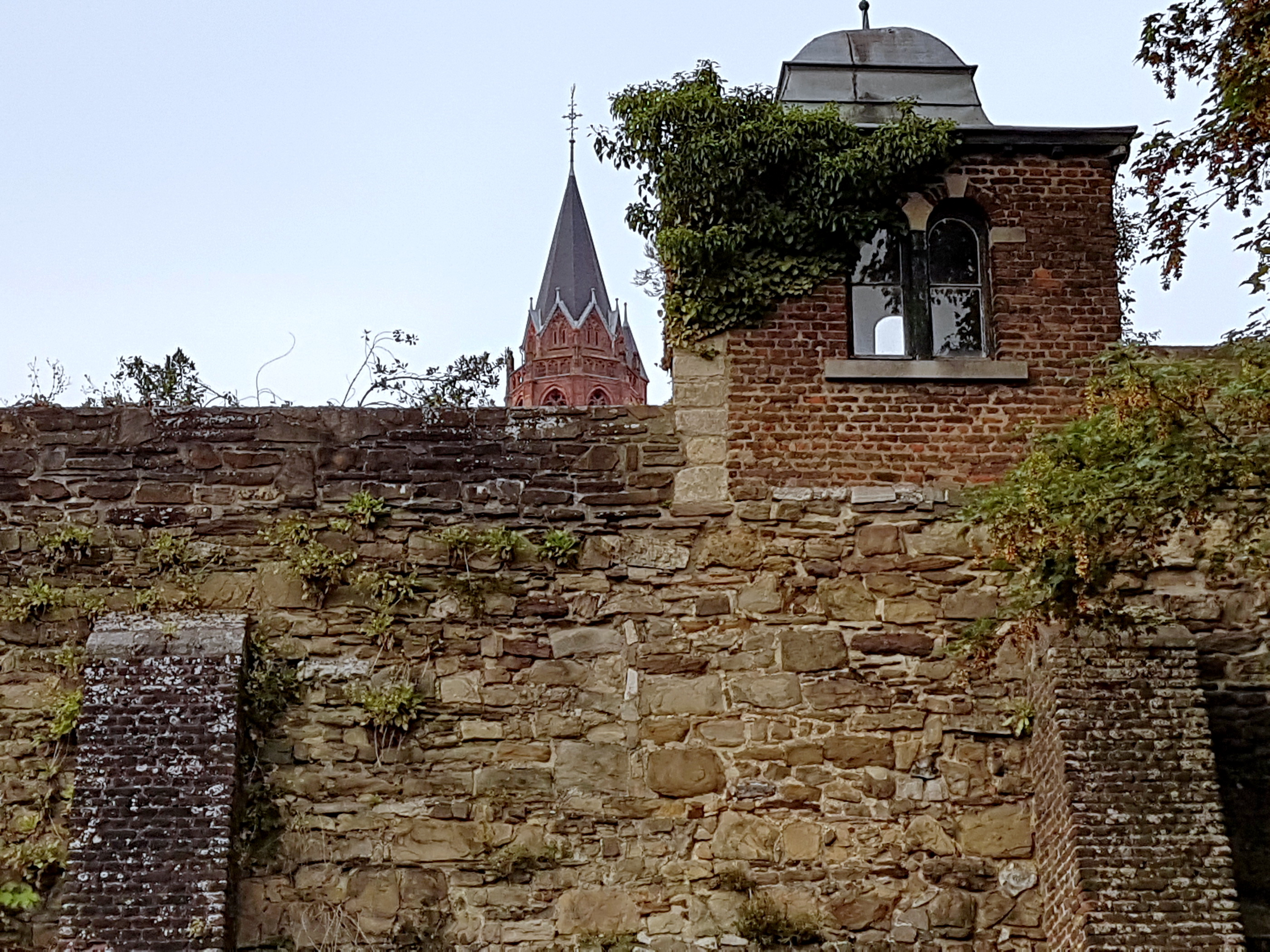
Idem, muurdetail met prieel
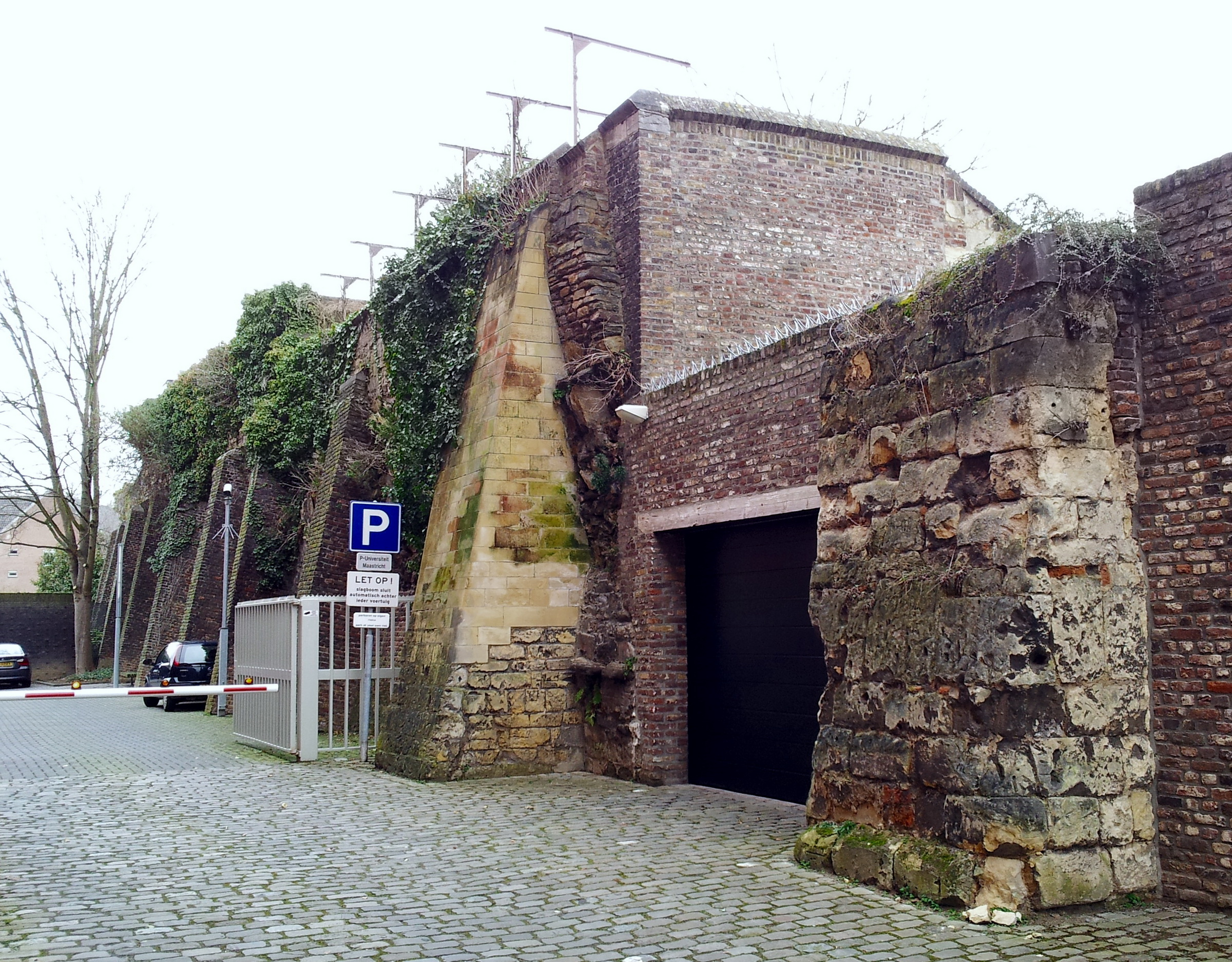
Minderbroedersberg, stadsmuur met steunberen
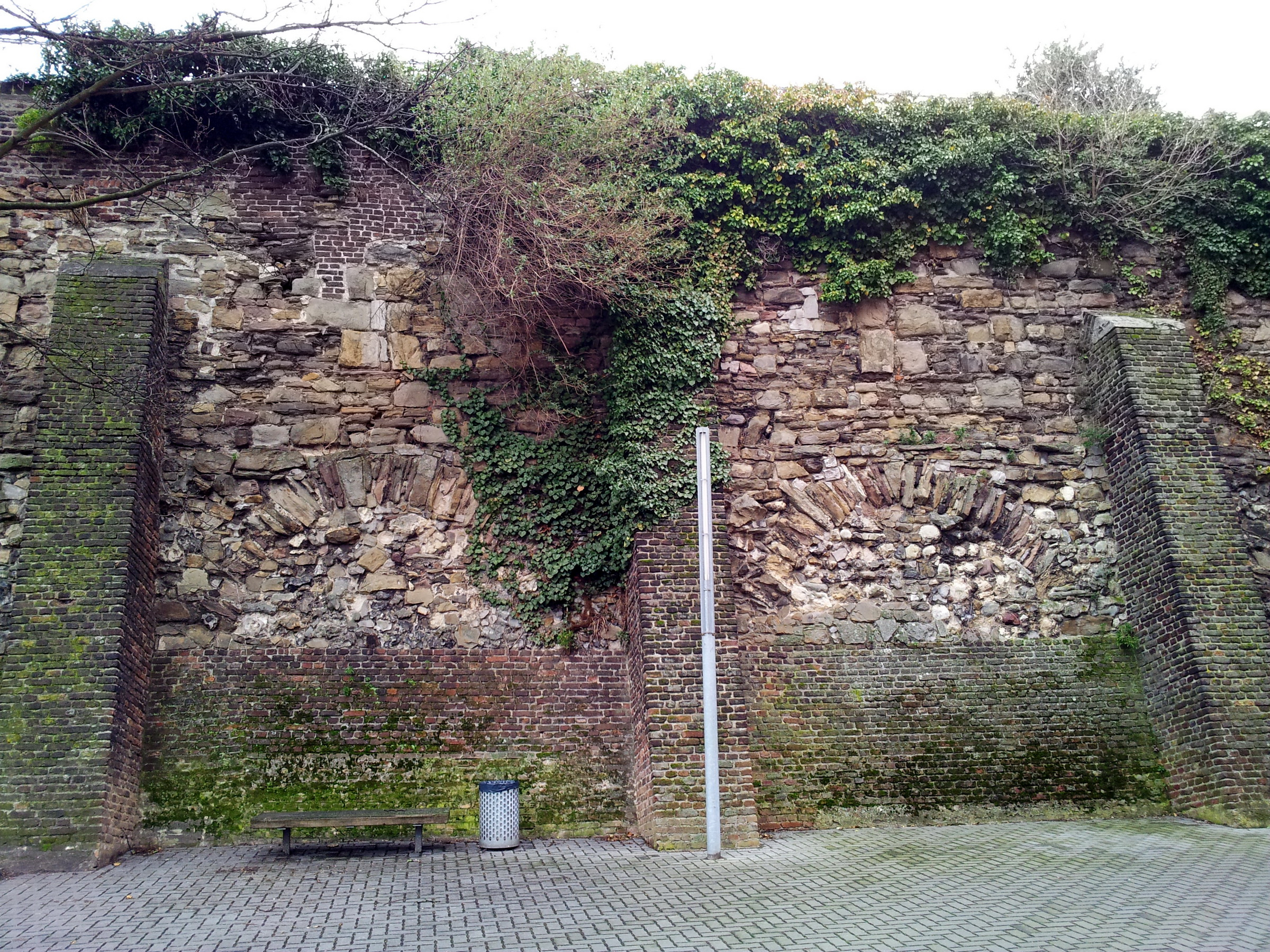
Idem, detail

Boichgraeve, stadszijde

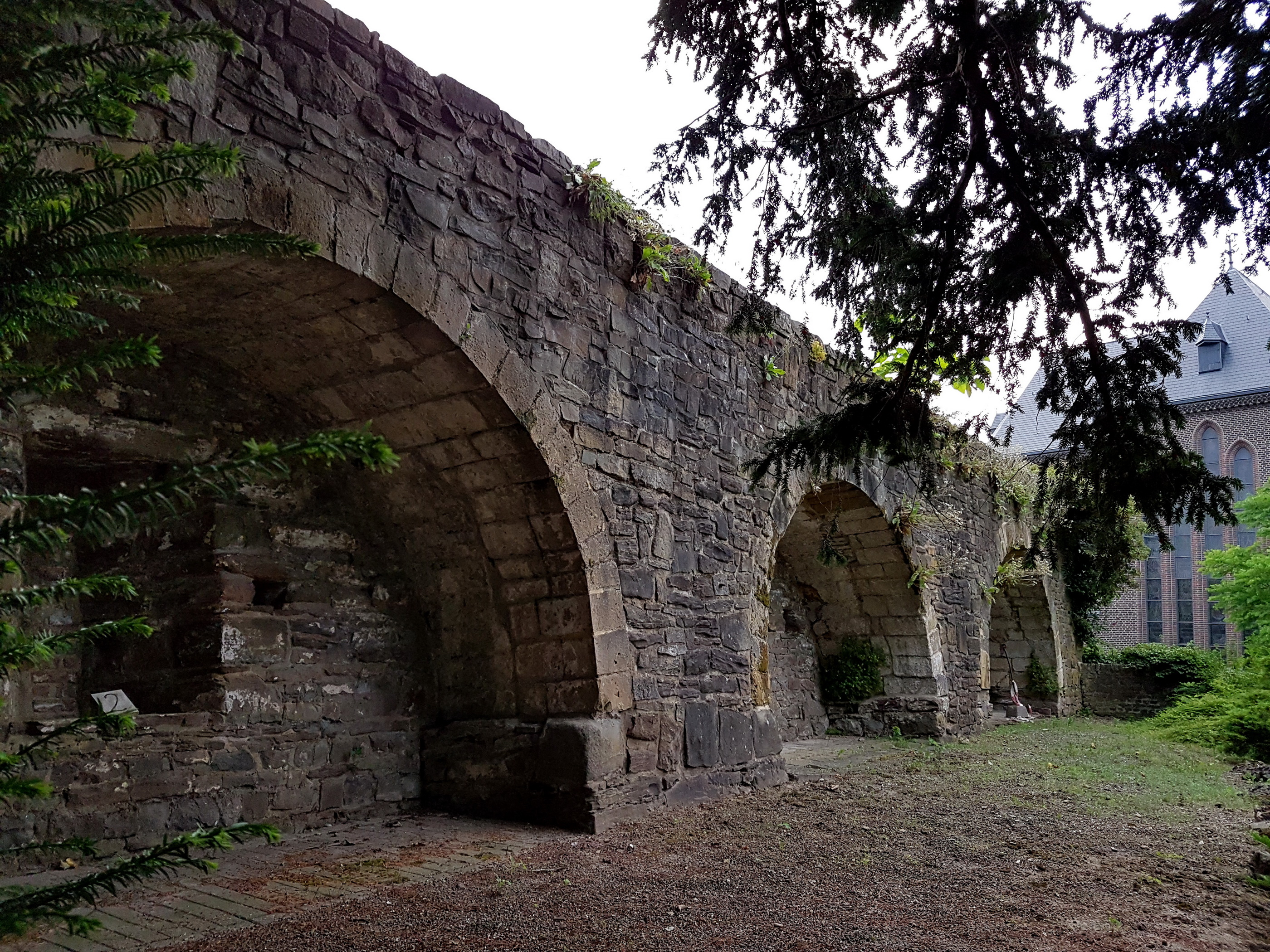
Kloostertuin Zusters Onder de Bogen, muur met boognissen
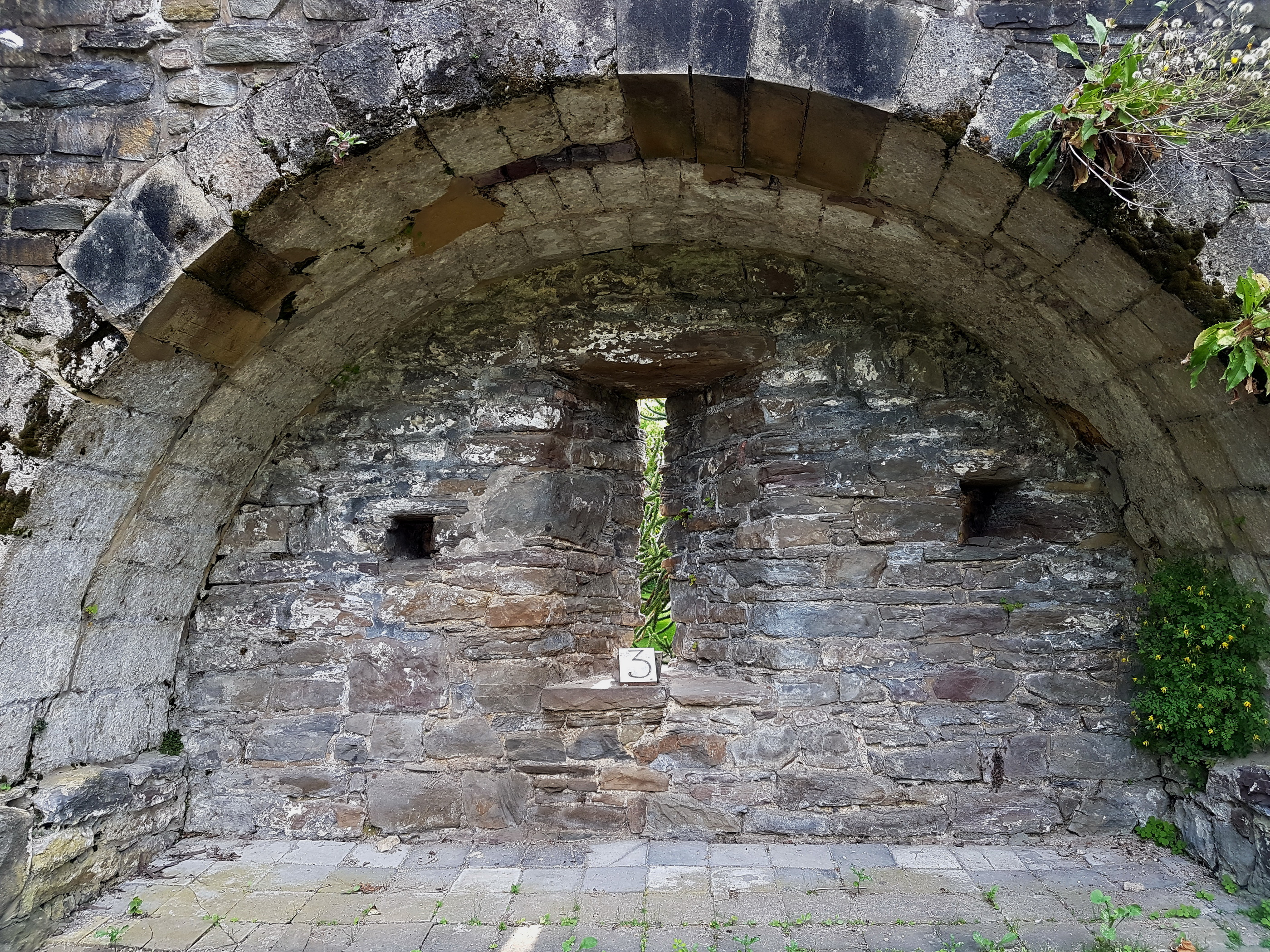
Idem, boognis met schietgat
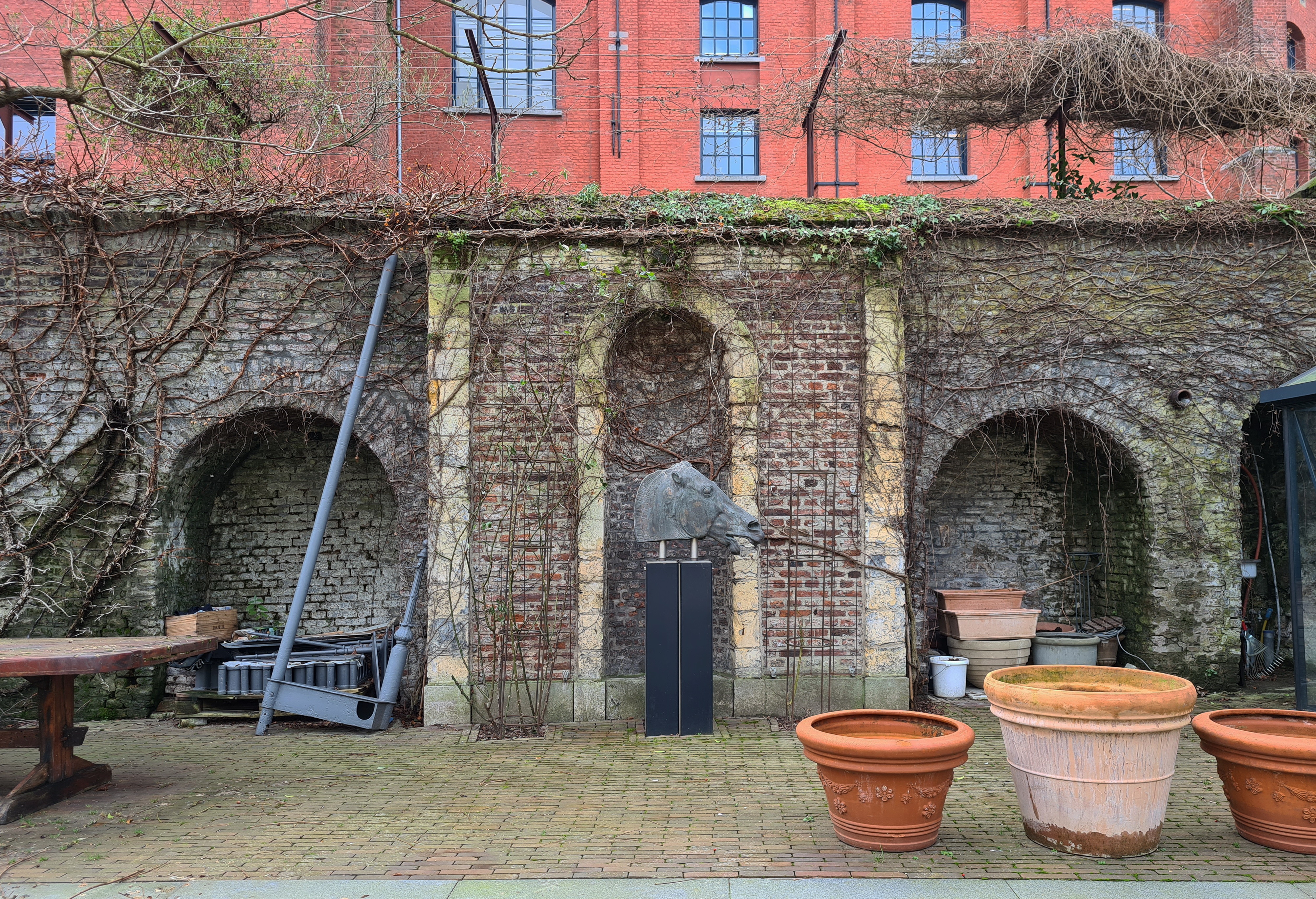
Sint Servaasklooster 28, deels herbouwde muur met beeldnis
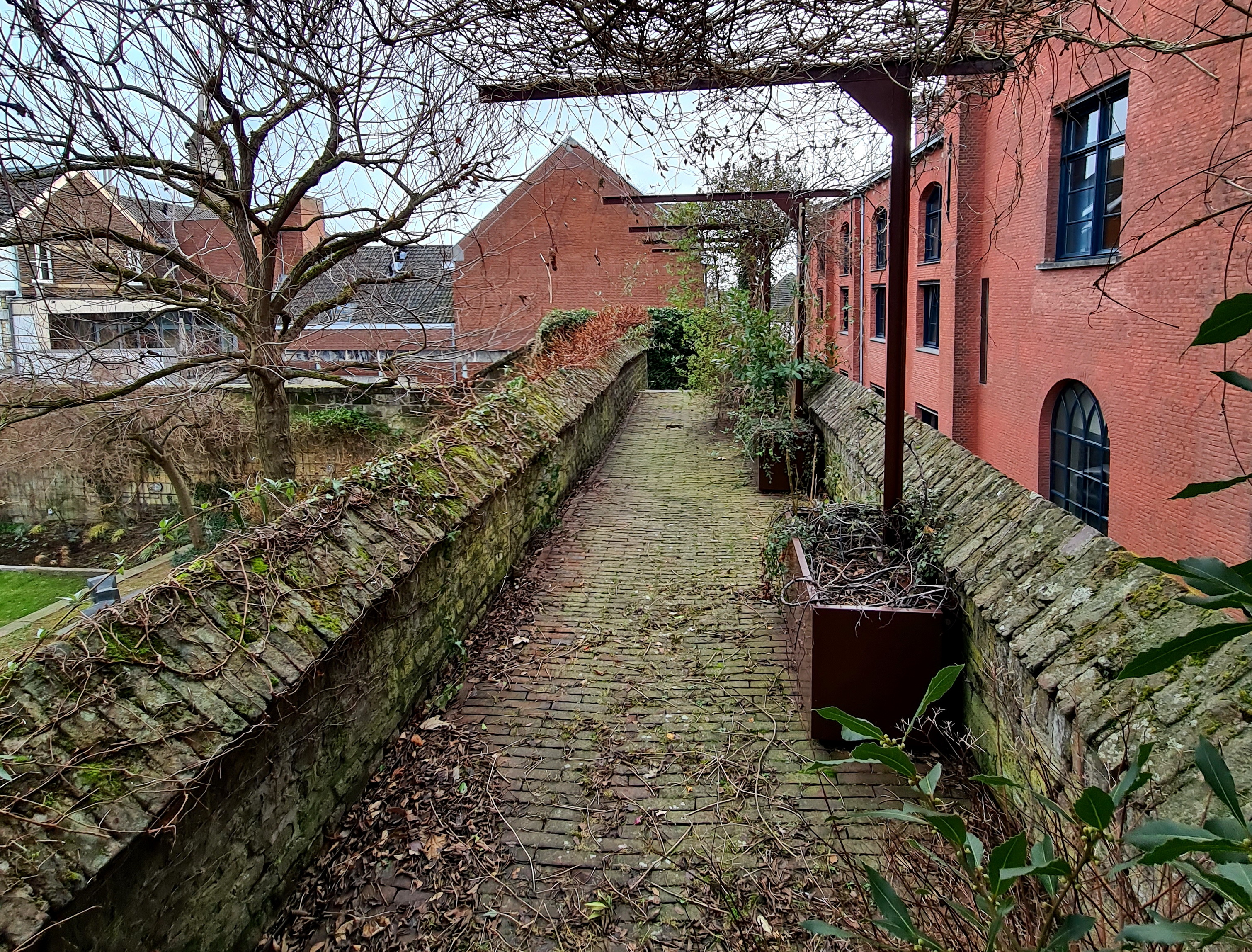
Idem, tuinaanleg boven op de stadsmuur